# Sticherus urceolatus
Sticherus urceolatus là một loài dương xỉ trong họ Gleicheniaceae. Loài này được M.Garrett & Kantvilas mô tả khoa học đầu tiên năm 1998.
Danh pháp khoa học của loài này chưa được làm sáng tỏ. 